# Объединённый институт ядерных исследований
Объединённый институт ядерных исследований (ОИЯИ) — международная межправительственная научно-исследовательская организация в наукограде Дубна Московской области. Учредителями являются 13 государств-членов ОИЯИ. Основные направления теоретических и экспериментальных исследований в ОИЯИ — ядерная физика, физика элементарных частиц и исследования конденсированного состояния вещества.
В ОИЯИ были синтезированы все трансурановые элементы Периодической системы химических элементов, открытые в СССР и России, и повторен синтез большинства трансурановых элементов, открытых в других странах. Достижения по синтезу новых элементов, сделанные до 1991 года, были признаны как научные открытия и занесены в Государственный реестр открытий СССР, а также за Институтом и страной был официально закреплён мировой приоритет открытия многих новых элементов. С момента основания ОИЯИ, из 18 элементов, которые с тех пор были открыты во всём мире — десять были обнаружены в этом институте.
Как знак признания выдающегося вклада учёных Института в современную физику и химию можно расценить решение Международного союза теоретической и прикладной химии (ИЮПАК) о присвоении 105-му элементу названия дубний по месту расположения ОИЯИ, а 114-му элементу — названия флеровий в честь сооснователя ОИЯИ и многолетнего руководителя его Лаборатории ядерных реакций академика Г. Н. Флёрова, где во время его деятельности были синтезированы элементы с номерами от 102 до 110.

## История
Объединённый институт ядерных исследований был создан на основе Соглашения, подписанного 26 марта 1956 года в Москве представителями правительств одиннадцати стран-учредителей, с целью объединения их научного и материального потенциала для изучения фундаментальных свойств материи. При этом вклад СССР составлял 50 процентов, Китайской народной республики 20 процентов. 1 февраля 1957 года ОИЯИ был зарегистрирован ООН. Институт расположен в Дубне, в 120 км к северу от Москвы. Первоначально в качестве места для размещения института рассматривались Киев и Прага. Образцом для ОИЯИ была Европейская лаборатория ядерных исследований.
К моменту создания ОИЯИ на месте будущей Дубны с конца 1940-х годов уже существовал Институт ядерных проблем (ИЯП) Академии наук СССР, развернувший широкую научную программу фундаментальных и прикладных исследований свойств ядерной материи на крупнейшем по тем временам ускорителе заряженных частиц — синхроциклотроне. В то же время здесь была образована Электрофизическая лаборатория АН СССР (ЭФЛАН), в которой под руководством академика В. И. Векслера велись работы по созданию нового ускорителя — протонного синхрофазотрона — с рекордной для того времени энергией 10 ГэВ.

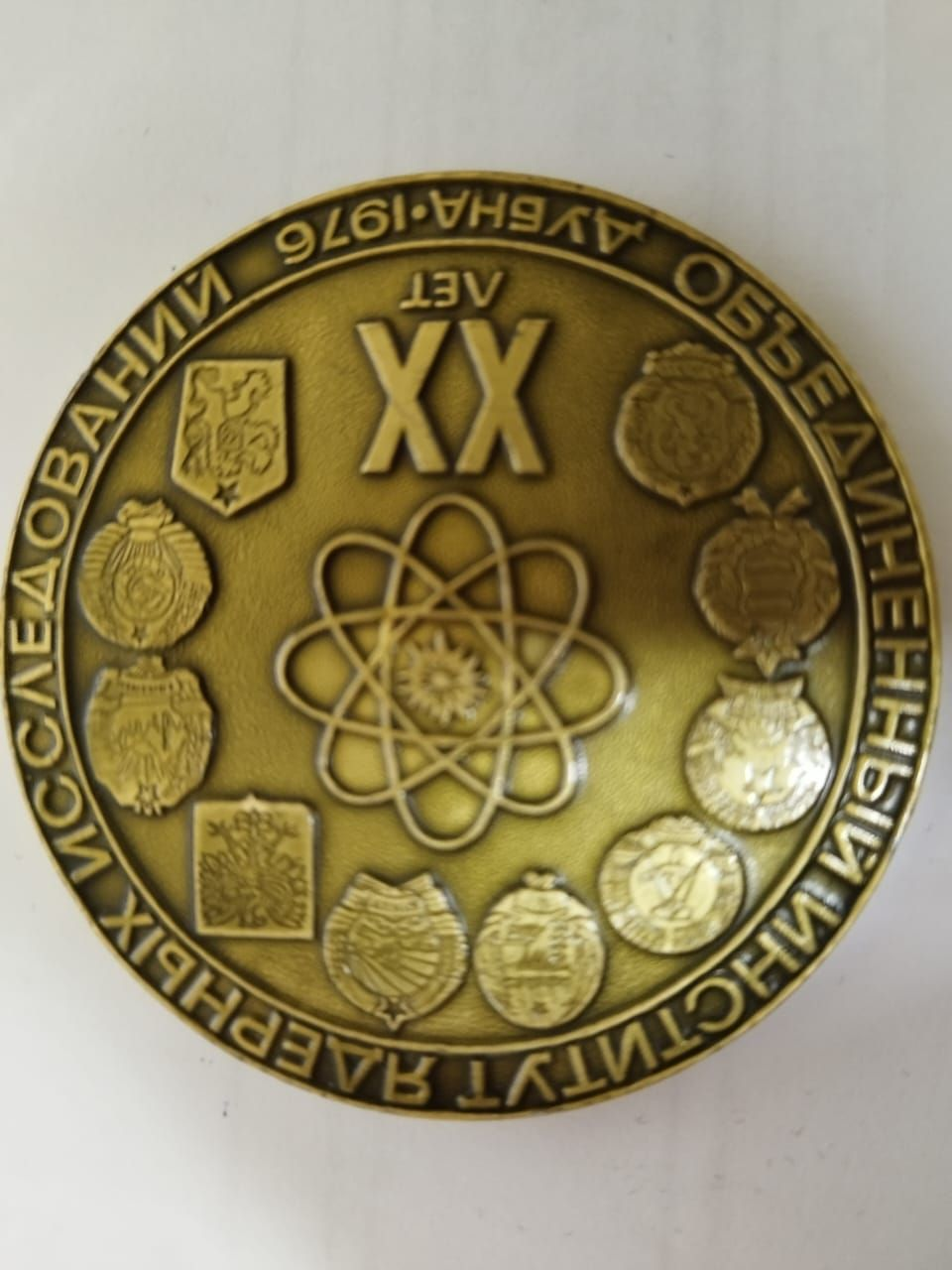
Юбилейная медаль к двадцатилетию института

К середине 1950-х годов в мире было достигнуто всеобщее понимание, что ядерная наука не должна замыкаться в засекреченных лабораториях и что только широкое сотрудничество может обеспечить поступательное развитие этой фундаментальной области человеческих знаний, равно как и мирное использование атомной энергии. Так, в 1954 году около Женевы был создан ЦЕРН (Европейская организация ядерных исследований) с целью консолидации усилий западноевропейских стран в изучении фундаментальных свойств микромира. Примерно в это же время страны, принадлежавшие тогда к социалистическому содружеству, по инициативе правительства СССР приняли решение на базе ИЯП и ЭФЛАН создать Объединённый институт ядерных исследований.
В 1960 году произошли три значимых события: открытие антисигма-минус-гиперона (зарегистрировано 24 марта 1960 г. под № 59) с массой в 2340 раз больше массы электрона, запуск мощнейшего на тот момент циклотрона У-300 для ускорения тяжелых ионов, остававшегося лидером в своем классе 17 лет, и создание под руководством Д. И. Блохинцева первого в мире импульсного быстрого реактора (ИБР). В июне 1966 года по инициативе академика Н. Н. Боголюбова и члена-корреспондента М. Г. Мещерякова была создана Лаборатория вычислительной техники и автоматизации, позднее переименованная в Лабораторию информационных технологий (ЛИТ), которая объединила Вычислительный центр ОИЯИ и подразделения других лабораторий института для расширения возможностей научных исследований.
В 1968 году произошло значительное расширение вычислительного парка ОИЯИ, включая установку БЭСМ-6 с разработанными для неё системным программным обеспечением (транслятор Фортран и ОС «Дубна»), а также оснащение центра машинами М-6000, Минск-2, БЭСМ-4, ТРА и СDС-1604А, что способствовало международному распространению советских разработок в ГДР и Индии. В июне 1969 года был запущен усовершенствованный импульсный реактор ИБР-30 мощностью 30 кВт, пришедший на смену реактору ИБР-1 (остановленному в августе 1968 года после исторического эксперимента по наблюдению ультрахолодных нейтронов), отличающийся модернизированной конструкцией плутониевых твэлов и наличием двух урановых модуляторов реактивности в стальном диске.
В 2013 году на циклотроне У-400М был запущен новый испытательный стенд, позволяющий тестировать радиационную стойкость электронных приборов с использованием пучков тяжелых ионов в расширенном энергетическом диапазоне (14-42 МэВ/нуклон), что улучшило возможности моделирования воздействия космического излучения на электронные компоненты как в вакууме, так и в атмосфере.
В 2014 году на нуклотроне были достигнуты значительные технологические успехи, включая реализацию режима параллельной работы с двумя пользователями и успешное тестирование нового источника тяжелых ионов «Крион-6Т» для ускорения и вывода пучков ядер аргона.
2015 году в ОИЯИ был запущен дата-центр уровня Tier-1 для эксперимента CMS на Большом адронном коллайдере, который к 2017 году занял второе место в мире по эффективности, обработав более 120 млн событий (14 % от общего числа), что открыло новые возможности для исследований больших данных и послужило прототипом для центра обработки данных проекта NІСАВ 2этому же оду ОИЯИ запустил передовую линию для производства и тестирования сверхпроводящих магнитов собственной разработки, отмеченной правительственной премией, для международных ускорительных комплексов NICA и FAIR. С 2015 по 2020 год на озере Байкал в сотрудничестве с ИЯИ РАН был развернут нейтринный телескоп «Байкал-ГВД», объём которого достиг 0,35 км³, что составляет примерно 85 % от объёма детектора IceCube.
В 2017 году в Дубне успешно проведен длительный сеанс работы нуклотрона в рамках проекта NICA, в ходе которого впервые был использован новый источник поляризованных частиц и достигнуты значительные результаты в ускорении поляризованных дейтронов и протонов.
Введенный в эксплуатацию в 2018 году российский суперкомпьютер «Говорун», занявший 17-е место в мировом списке IO500 (июль 2020 г.), представляет собой гетерогенную вычислительную платформу с системой хранения данных, обеспечивающей скорость чтения/записи около 300 Гб/с, что позволило получить результаты, отраженные в более чем 80 научных публикациях за период с июля 2018 по сентябрь 2020 года.
В 2019 году запущен новый циклотрон ДЦ-280 в составе фабрики сверхтяжелых элементов. Первый эксперимент на новом комплексе посвящен синтезу изотопов московия (115-й элемент). Запуск установки знаменует начало программы ОИЯИ по исследованию сверхтяжелых элементов и подготовку к синтезу 119-го и 120-го элементов, открывающих 8-й период таблицы Менделеева.
С 2013 по 2020 год программа пользователей комплекса спектрометров исследовательского реактора ИБР-2 стабильно функционировала, ежегодно производя более 90 публикаций по физике конденсированных сред и материаловедению.
В рамках мегасайенс-проекта «Комплекс NICA» в 2020 году был успешно осуществлен технологический пуск сверхпроводящего бустерного синхротрона, продемонстрировавший устойчивую циркуляцию пучка однозарядных ионов гелия с высокой интенсивностью.
Первым директором Объединённого института был избран профессор Д. И. Блохинцев, только что завершивший создание первой в мире атомной электростанции в Обнинске. Первыми вице-директорами ОИЯИ стали профессора М. Даныш (Польша) и В. Вотруба (Чехословакия). На долю первой дирекции выпал один из наиболее трудных и ответственных периодов в жизни Института — время его становления.
История становления Объединённого института связана с именами таких крупнейших ученых и руководителей науки, как Н. Н. Боголюбов, Л. Инфельд, И. В. Курчатов, Г.Неводничанский, А. М. Петросьянц, Е. П. Славский, И. Е. Тамм, А. В. Топчиев, Х. Хулубей, Л. Яноши и другие.
В формировании основных научных направлений и развитии Института принимали участие выдающиеся физики: А. М. Балдин, Ван Ганьчан (кит. 王淦昌, англ. Wang Ganchang), В. И. Векслер, Н. Н. Говорун, М. Гмитро, В. П. Джелепов, И. Звара, И. Златев, Д. Киш, Н. Кроо (венг. Norbert Kroó), Я. Кожешник, К. Ланиус, Ле Ван Тхием (англ. Le Van Thiem), А. А. Логунов, М. А. Марков, В. А. Матвеев, М. Г. Мещеряков, Г. Наджаков, Нгуен Ван Хьеу, Ю. Ц. Оганесян, Л. Пал, Х. Позе, Б. М. Понтекорво, В. П. Саранцев, Намсарай Содном, Р. Сосновский, А. Сэндулеску (рум. Aureliu Săndulescu), А. Н. Тавхелидзе, И. Тодоров, И. Улегла, И. Урсу, Г. Н. Флёров, И. М. Франк, Х. Христов, А. Хрынкевич (пол. Andrzej Hrynkiewicz), Ш. Цицейка, Ф. Л. Шапиро, Д. В. Ширков, Д. Эберт, Е. Яник (пол. Jerzy Janik), Во Хонг Ань (вьетн. Võ Hồng Anh).

## Достижения

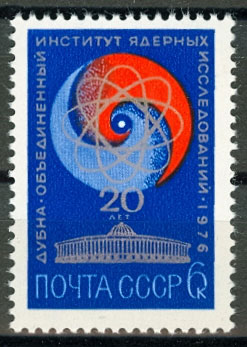
Почтовая марка СССР, 1976 год

В 1961 году, когда были учреждены премии ОИЯИ, эту награду получил коллектив авторов, возглавляемый Владимиром Иосифовичем Векслером и китайским профессором Ван Ганчаном, за открытие антисигма-минус-гиперона. Ни у кого не вызывало сомнения, что это элементарная частица, но уже несколько лет спустя ей было отказано в элементарности, как, впрочем, и протону, нейтрону, π- и K-мезонам и другим адронам. Эти объекты оказались сложными частицами, составленными из кварков и антикварков. Дубненские физики внесли вклад в понимание кварковой структуры адронов. Это концепция цветных кварков, это кварковая модель адронов, получившая название «дубненский мешок» и т. д.
В 1957 году, вскоре после создания ОИЯИ, Бруно Понтекорво выдвинул гипотезу о нейтринных осцилляциях. Понадобилось несколько десятилетий, чтобы найти экспериментальное подтверждение одного из центральных вопросов современной физики слабых взаимодействий — нейтринных осцилляций. В январе 2005 года на 97-й сессии учёного совета ОИЯИ за доказательство осцилляций солнечных нейтрино в эксперименте SNO (нейтринная обсерватория Садбери) была присуждена премия им. Б. М. Понтекорво директору SNO-проекта, профессору физики Королевского университета (Кингстон, Канада) доктору А. Макдональду.
В 1965 году учеными ОИЯИ были сделаны два значимых открытия: синтез 103-го элемента таблицы Менделеева в Лаборатории ядерных реакций и разработка Н. Н. Боголюбовым с коллегами теории «цветных» кварков и модели «дубненского кваркового мешка» в Лаборатории теоретической физики.
На долю ОИЯИ приходится половина открытий (около 40) в области ядерной физики, зарегистрированных в бывшем СССР.
Синтезировавший много новых химических элементов и более четырёх сотен новых изотопов, Институт стал одним из очень немногих мировых лидеров в этой сфере. В том числе с 1998 года им были приоритетно синтезированы все новые элементы Периодической системы химических элементов, начиная со 113-го.
Институтом впервые были синтезированы элементы нобелий (102), флеровий (114), московий (115), ливерморий (116), теннессин (117), оганесон (118). Также приоритет равноутверждён согласно решению ИЮПАК или остаётся спорным для ряда других синтезированных в ОИЯИ элементов: лоуренсий (103), резерфордий (104), дубний (105), борий (107).
В 2019 году международная коллаборация из 240 учёных из 11 стран на установке BM@N (NICA) получила первые результаты по рождению гиперонов, разработала новый метод изучения структуры атомных ядер и нейтронных звёзд, а также впервые зарегистрировала все продукты реакции при выбивании нуклонов и их пар, что открывает перспективы для исследования короткоживущих, богатых нейтронами ядер и свойств плотной холодной нейтронной материи.

## Структура института
По состоянию на 1 января 2023 г. членами ОИЯИ являются 13 государств:

| - Азербайджан, - Армения, - Беларусь, - Вьетнам, - Грузия, - Египет, | - Казахстан, - Куба, - Монголия, | - Россия, - Узбекистан, |

На правительственном уровне заключены Соглашения о сотрудничестве Института с Германией, Венгрией, Италией, Сербией и Южно-Африканской Республикой.
Высшим руководящим органом ОИЯИ является Комитет полномочных представителей всех стран-участниц. Научную политику Института вырабатывает Учёный совет, в состав которого, помимо крупных учёных, представляющих страны-участницы, входят известные физики Германии, Италии, США, Франции.
1 марта 2022 года заместитель министра образования и науки Польши Влодзимеж Бернацкий на фоне санкций ЕС против России из-за вторжения России в Украину заявил, что Польша, в частности, прекращает сотрудничество с Россией в рамках Объединённого института ядерных исследований.
В 2022—2024 годах Польша, Украина, Чехия и Молдавия вышли из ОИЯИ, а Болгария, Словакия и Румыния приостановили свое участие. КНДР была одним из государств-основателей в 1956 г., однако её участие в ОИЯИ было приостановлено в 2015 г.

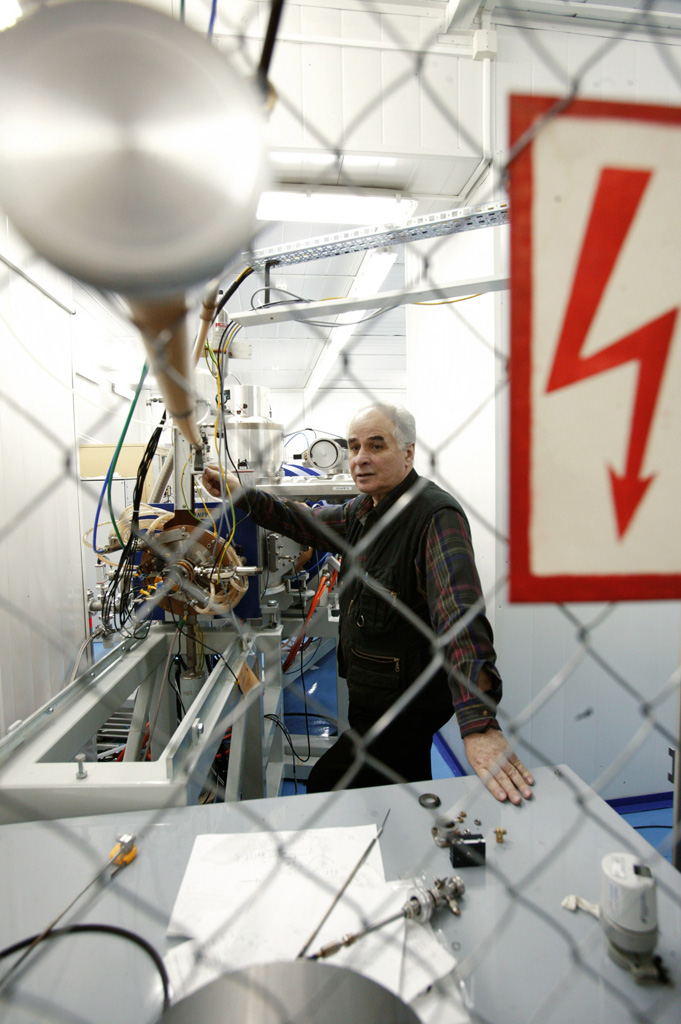
Руководитель научной группы экспериментальных установок ЛЯР Эдуард Михайлович Козулин готовит оборудование к экспериментам (2005 год)

С 2011 по 2018 годы национальная группа Украины ежегодно проводила научный семинар

### Лаборатории института
В составе ОИЯИ семь лабораторий, каждая из которых по масштабам исследований сопоставима с большим институтом.
| название лаборатории                                                         | руководитель                                |
| ---------------------------------------------------------------------------- | ------------------------------------------- |
| Лаборатория нейтронной физики (ЛНФ) им. И. М. Франка                         | Е. В. Лычагин, д. ф.-м. н.                  |
| Лаборатория теоретической физики (ЛТФ) им. Н. Н. Боголюбова                  | Д. И. Казаков, д. ф.-м. н., чл.-корр. РАН   |
| Лаборатория физики высоких энергий (ЛФВЭ) им. В. И. Векслера и А. М. Балдина | В. Д. Кекелидзе, д. ф.-м. н., чл.-корр. РАН |
| Лаборатория ядерных проблем (ЛЯП) им. В. П. Джелепова                        | Е. А. Якушев, д. ф.-м. н.                   |
| Лаборатория ядерных реакций (ЛЯР) им. Г. Н. Флёрова                          | С. И. Сидорчук, д. ф.-м. н.                 |
| Лаборатория информационных технологий (ЛИТ) им. М. Г. Мещерякова             | С. В. Шматов, д. ф.-м. н.                   |
| Лаборатория радиационной биологии (ЛРБ)                                      | А. Н. Бугай, д. ф.-м. н.                    |

В Институте работают около 6000 человек, из них более 1000 — научные сотрудники, в том числе действительные члены и члены-корреспонденты национальных академий наук, более 260 докторов и 630 кандидатов наук, около 2000 — инженерно-технический персонал.
Учебно-научный центр ОИЯИ ежегодно организует практикум на установках Института для студентов из высших учебных заведений России и других стран. В 1994 году по инициативе дирекции ОИЯИ, при активной поддержке общественной организации «Российская академия естественных наук», администраций Московской области и города был создан Международный университет природы, общества и человека «Дубна». В преподавательском составе университета — десятки сотрудников ОИЯИ, ученые мирового уровня.

### Экспериментальные установки
Институт располагает замечательным набором экспериментальных физических установок:
- единственный в России сверхпроводящий ускоритель протонов и тяжёлых ионов — Нуклотрон,
- изохронные циклотроны У-400 и У-400М с рекордными параметрами пучков для проведения экспериментов по синтезу тяжёлых и экзотических ядер,
- ускоритель протонов — фазотрон, на энергию до 680 МэВ, который используется для радиотерапии,
- Источник Резонансных Нейтронов (ИРЕН),
- уникальный нейтронный импульсный реактор ИБР-2.

На базе модернизируемого синхротрона Нуклотрон-М ведётся сооружение нового ускорительного комплекса, включающего бустерный накопитель и ионный коллайдер NICA (Nuclotron based Ion Collider fAcility).
ОИЯИ обладает мощными и быстродействующими вычислительными средствами, интегрированными в мировые компьютерные сети.

### Дом учёных
Приказом академика Д. И. Блохинцева от 17 ноября 1958 года создан и 18 декабря 1958 года открыт Дом учёных при ОИЯИ.

## Внешнее сотрудничество

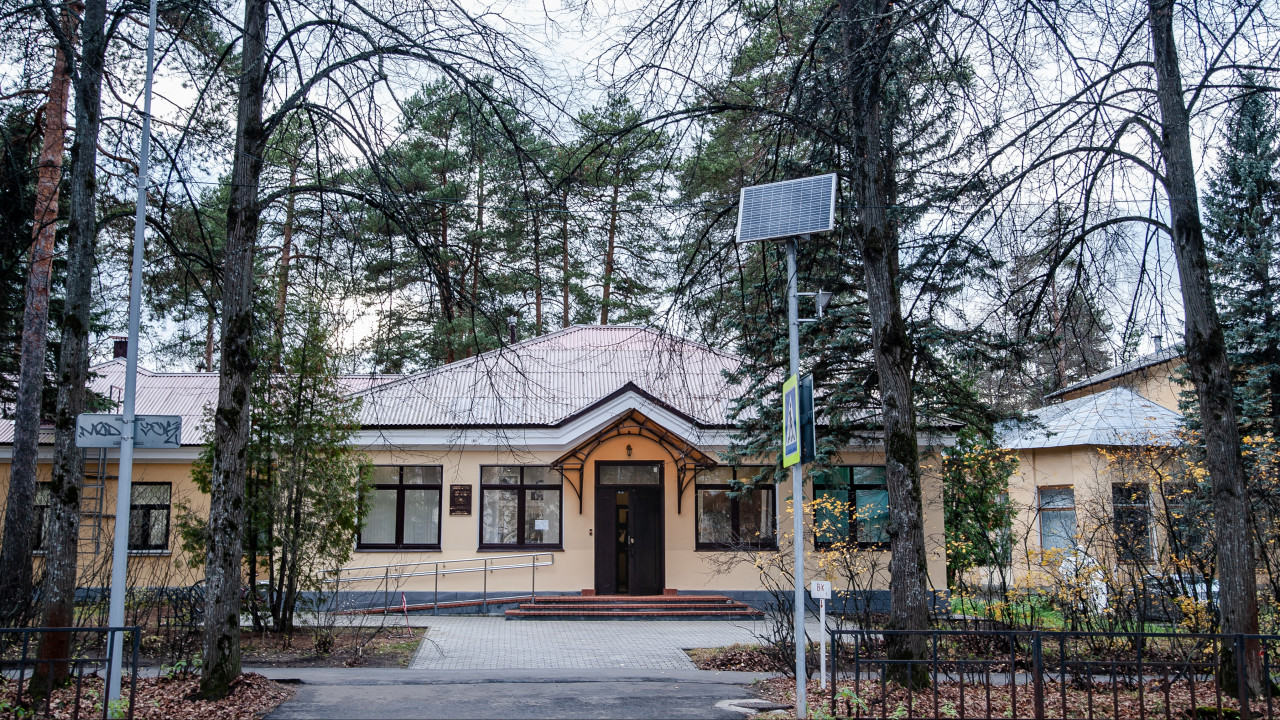
Музей истории науки и техники Объединённого института ядерных исследований

Объединённый институт поддерживает связи почти с 700 научными центрами и университетами в 60 странах мира.
Только в России, крупнейшем партнёре ОИЯИ, сотрудничество осуществляется со 150 исследовательскими центрами, университетами, промышленными предприятиями и фирмами из 40 российских городов.
Ярким примером является сотрудничество Объединённого института с Европейской организацией ядерных исследований (ЦЕРН), что способствует решению многих теоретических и экспериментальных задач физики высоких энергий. ОИЯИ участвует в осуществлении проекта «Большой адронный коллайдер (LHC)» — разработке и создании отдельных систем детекторов ATLAS, CMS, ALICE и самой машины LHC. На базе своего суперкомпьютерного центра Институт принимает участие в создании Российского регионального центра обработки экспериментальных данных с LHC, который, как планируется, будет составной частью проекта Европейского союза «HEP EU-GRID». В настоящее время на сотрудничество с ЦЕРНом распространяются ограничения, указанные в резолюциях Совета ЦЕРНа 3671 и 3638 после вторжения Российской Федерации в Украину. Сотрудничество будет пересмотрено задолго до января 2025 года (дата истечения действующего Соглашения о международном сотрудничестве).
В выполнении научной программы Института участвуют более 200 научных центров, университетов и предприятий из государств СНГ.
ОИЯИ на взаимовыгодной основе поддерживает контакты с МАГАТЭ, ЮНЕСКО, Европейским физическим обществом, Международным центром теоретической физики в Триесте. Ежегодно в Дубну приезжает более тысячи учёных из сотрудничающих с ОИЯИ организаций. Физикам из развивающихся стран ОИЯИ предоставляет стипендии. Учёные Объединённого института — участники многих международных и национальных научных конференций. В свою очередь, Институт ежегодно проводит до 10 крупных конференций, более 30 международных совещаний, а также ставшие традиционными школы молодых учёных.
Ежегодно в редакции многих журналов и оргкомитетов конференций Институт направляет более 500 научных статей и докладов, которые представляют около 3000 авторов. Публикации ОИЯИ рассылаются более чем в 50 стран мира. Выпускается около 600 препринтов и сообщений в год. Издаются журналы «Физика элементарных частиц и атомного ядра (ЭЧАЯ)», «Письма в ЭЧАЯ», ежегодный годовой отчёт о деятельности ОИЯИ, информационный бюллетень «Новости ОИЯИ», а также сборники трудов конференций, школ, совещаний, организованных Институтом.
ОИЯИ участвует в сооружении новых установок и разработке научных программ для них в странах-участницах (циклотронный центр Словацкой Республики в Братиславе, циклотрон ДЦ60 в Астане (Казахстан) и др.).

## Директора
- член-корреспондент АН СССР Дмитрий Иванович Блохинцев (1956—1965).
- академик АН СССР Николай Николаевич Боголюбов (1965—1988).
- академик Венгерской академии наук Дежё Киш, 1989—1992).
- академик РАН Владимир Георгиевич Кадышевский (1992—2005).
- академик РАН Алексей Норайрович Сисакян (2006—2010).
- Временно исполняющим обязанности директора Института 7 мая 2010 года в связи со смертью Алексея Сисакяна назначен вице-директор профессор Михаил Иткис[24] (2010—2012).
- академик РАН Виктор Анатольевич Матвеев (2012—2020).
- академик РАН Григорий Владимирович Трубников (с 2021 года).

## Известные сотрудники
См. Сотрудники Объединённого института ядерных исследований

## Присуждение учёных степеней
ОИЯИ включён в Перечень вузов и научных организаций, которые могут самостоятельно присуждать учёные степени кандидата и доктора наук, без последующего взаимодействия с ВАК (всего в России 29 учреждений, наделённых таким правом, см. Организации России, самостоятельно присуждающие учёные степени).